# Хоперський округ

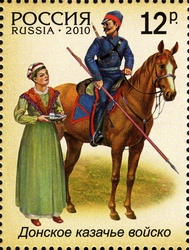
Донське козацьке військо

Хоперський округ — адміністративна одиниця на півночі області Війська Донського Російської імперії за Російської імперії, Всевеликого Війська Донського за часів антибільшовицького спротиву й Донської області РРФСР.
Адміністративний центр — станиця Урюпинська.
Довжина (з північного сходу на південний захід) 200 верст (понад 210 км), ширина 120-150 верст (128-160 км).
Площа — 15 861 квадратних верст (1 652 267 десятин або 18 052 км²).

## Історія
Козаки округу служили у частинах:
- Легка кавалерія - 1-й Донський генералісимуса князя Суворова, 18-й, 35-й, 13-й Донський генерала-фельдмаршала князя Кутузова-Смоленського, 30-й, 47-й, 14-й Донський військового отамана Єфремова, 31-й, 48-й,
- Кінна артилерія - 6-я. 13-а, 20-а Донські козачі батареї,
- окремі сотні - 4-я, 25-а, 26-а, 27-а,28-а, 29-а, 30-а

У 1918 році з частин Усть-Медведицького, Донецького й Хоперського округів було утворено Верхньо-Донський.

## Географія
На сході межував з Саратовською губернію, на північному заході — з Воронезькою губернію.
На півдні межувап з Донецьким округом, на сході — з Усть-Медведицьким округом.
Сьогодні вся територія округу (включно з Урюпинськом) положено у Волгоградській області.
Річка Хопер тече з півночі на південь округу ділить його на 2 частини: західну й східну (більшу за площею).
Переважний характер місцевості — степовий, але зустрічаються й горбисті височини, прорізані глибокими балками, хоча й не у такій мірі, як у сусідньому Усть-Медведицькому окрузі.

### Ґрунти
Ґрунт досить добрий для хліборобства; пасовища до теперішнього часу вигодовують сотні гуртів забійної худоби; особливо здобули собі в цьому відношенні популярність Тишанські степи; відсоток ужиткової землі сягає 85 %; переважають чорноземи й суглинки, місцями зустрічаються пісковики й солонці.

### Гідрографія
Зрошення Хоперського округу відбувається завдяки річці Хопер та її лівих притоків: Бузулук й Кумилга.
Річка Хопер протікає через весь округ, негайно вкидаючися у Дон після межі з Усть-Медведицьким округом.
Бузулук бере початок в Усть-Медведицькому окрузі й тече спочатку на північ, а у межах Хоперського змінює напрямок на південний захід й впадає у Хопер.

### Флора
Лісова рослинність бідна — лісом зайнято 59 133 десятини (64,6 тис. га або близько 3,6 % площі).

## Населення
Мешканців за переписом 1897 року було 253 055 осіб (125 503 чоловіки й 127 552 жінки).
Осіб військового стану (козаків) у 1901 році налічувалось 184 484 осіб (91 911 чоловіків й 92 573 жінки).

## Релігія
Переважна більшість населення — православні; розкольників 887 осіб, інших сповідань — 236.
До кінця 1928 року в Хоперському окрузі діяло 175 храмів, 95 % з яких було закрито в ході колективізації.

## Господарство

### Землі
У таблиці наведені дані по землях, відведеним усім 25 станицям Хоперського округу.
| Тип ґрунтів | Площа, дес. | Площа, га | Площадь на душу чоловічого населення, дес./чол. | Площа, % від загальної |
| ----------- | ----------- | --------- | ----------------------------------------------- | ---------------------- |
| Придатні    | 1 205 422   | 1 316 924 | 13,1                                            | 91,15                  |
| під лісом   | 45 990      | 50 244    |                                                 | 3,48                   |
| Непридатні  | 117 055     | 127 883   |                                                 | 8,85                   |
| Всього      | 1 322 477   | 1 444 806 | 14,4                                            | 100                    |

Військових запасних земель 8 813 десятин.
В 1925 році у Хоперському окрузі пройшли землевпорядні роботи, при цьому вирішувалися завдання прискорення розшарування козаків, руйнування козацької громади. Була введена єдина система землекористування, заможні родини отримали ділянки у віддалених місцях, а бідні — поблизу від станиць й хуторів.

### Сільське господарство

#### Рослинництво
Головне заняття мешканців — хліборобство, особливо сильно розвинуте з проведенням Грязе-Царіцинської й Царицино-Тихорецька залізниць.
За даними 1900 року, у Хоперському окрузі розорано під посіви зернових 596 471 десятин (651 645 га), засіяно 483 737 чвертей, тобто на душу 1,9 чверті (вище решти округів області вдвічі й втричі); зібрано 2 274 123 чверті, тобто 9,2 чверті на душу; середній врожай — 3-5.
Висівається переважно пшениця, овес, просо, рідше — ячмінь, жито, горох, сочевиця. Панує залежна система. Розвитку хліборобства сприяє поширення серед населення удосконалених землеробських машин й знарядь; в даний час в Хоперськом окрузі вони є у 43 219 господарствах; одне досконале знаряддя доводиться у корінних мешканців на 6,2 душі, у й іногородніх — на 5,6 душі.
Під городи обробляли 17-18 тис. десятин, під баштани — 10-11 тис. десятин.
Сіножатей порівняно багато; у середньому знімається близько 7 млн пудів трави.

#### Тваринництво
Поголів'я:
- коні — 78 032
- велика рогата худоба — 289 226 голів
- вівці — 237 434
- кози — 12 107
- свині — 71 156
- верблюди — 30

Бджільництво слабо розвинуто — 286 пасік з 5447 вуликами, що дають в середньому валового доходу 40 622 рубля.

#### Рибальство
Рибальство незначне: в 1900 році виловлено 427 пудів червоної й 8380 білої риби, вартістю близько 15 тис. руб.
Промисел цей зосереджений виключно в станицях й хуторах по Хопру. Багато дрібної риби виловлюється в озерах, але вона надходить переважно в їжу рибальських сімей.

### Промисловість
Фабрично-заводська діяльність розвинена слабо: закладів в 1897 році налічувалося 1009, всі дрібні, із загальною сумою виробництва на 250 тис. руб. (млини).

### Торгівля
Головний предмет торгівлі — хліб. Торгівля зосереджувалася переважно на Покровському ярмаку станиці Урюпинської, а також протягом усього року проводиться на станціях Грязе-Царицинської залізниці. Торгівля зосереджена в руках великих скупників. Важливим предметом торгівлі служить велика рогата худоба, але посилене розорювання пасовищ під посіви, а також загальний незадовільний стан російського скотарства значною мірою скоротили цю торгову операцію в Хоперському окрузі.
Хлібних магазинів 164, у них до 1 січня 1901 року хліба в наявності 46 892 чверті, у позичках і недоїмки 55 091 чверть.

## Адміністративний поділ
Козацькі населені пункти Всевеликого війська Донського в 1918 році:і 9 волостей (Александровська, Краснопольська, Купавська, Мачушанська, Николаєвська, Семеновська, Солонська, Тростянська, Успенська)
| № п/п | Юрт              | Станица                                    | Хутора |
| ----- | ---------------- | ------------------------------------------ | --- |
| 1     | Акішевський      | Акішевська                                 | Алтинников, Борисов, Буренин (Гуторков), Денисов (Колосков), Зиманов, Зрянин, Затонов, Канькин, Лукьянов, Лунякин, Нестеров, Оленєв, Паршин, Панькин (Мінин), Підпісочний, Попов, Спорний, Упорников, Пімонов, Філаретов, Шурупов |
| 2     | Алексієвський    | Алексієвська                               | Андрієв, Змієвка, Карпов, Ковилін, Кочкарин (Семерников), Липецький, Подбанний, Полянський, Помалін, Попов, Рябов (Малахов), Секуров, Серебряний (Дементьєв), Стеженський, Сурчин, Таволжанка, Чекунов, Чечерський, Яменський |
| 3     | Аннінський       | Аннінська                                  | Афонін, Березови — 1 и 2, Бирюков, Бочаров, Бударин, Билков, Гоголячев, Гуляєв, Демкін, Звездков, Іванов, Карпушин, Колесников, Королев, Кузнецов (Водянський), Крупников, Ларин, Лоскутков, Меркулов, Назаркин, Попов, Приастахов, Родников (Зубров), Перевозинський, Самсонов (Привокзальний), Симонов, Соловьев, Тарасов, Ушаков, Хорошунов, Чекунов, Черкесов |
| 4     | Арженовський     | Арженовська                                | Бармин, Бізименка, Березников, Бирюченський, Верхньо-Лісний, Два Дерева, Голинський, Країнський, Красний, Красний Яр, Липов, Любимов, Мала Демкина, Могильний, Молоканов, Нижньо-Лісний, Новенький, Обрезний, Оленій, Ольховський, Панін, Підберезки, Ребриков, Рябов, Саратовський, Сатаров, Сенін, Серебрянський, Сидоров, Сланцов, Стара Рига, Сурков, Тоненький, Хомутов, Штиков |
| 5     | Бурацький        | Бурацька                                   | Водинський, Кривов, Лучновський, Нехаєв, Павлов, Сухов, Отамановський,Ольховський, Ключанський, Дьяконовський. |
| 6     | Добринський      | Добринська                                 | Балтинов, Верхньо-Безименовський, Григорьєв, Громковський, Єгоров, Забурдяєв — 1 и 2, Каменський, Кудряшов, Луненський, Нижньо-Антошин, Нижньо-Безіменовський, Плешаков, Ришин, Скворцов, Студенов, Тополєв |
| 7     | Дурновський      | Дурновська                                 | Буєрачний, Веселянський, Вихляйський, Вольний, Головський, Демін, Долгов, Косов, Мартинов, Соловйов, Средній, Таволжанський, Федотов |
| 8     | Зотовський       | Зотовська                                  | Аверін, Безіменков, Березовський, Голенков, Гришин, Должинський, Дробов, Єлисеєв, Єндова, Жуков, Захаров, Каехтін, Калмиков – 1 и 2, Кривов, Круглов, Лисін, Лобачєв, Мернов, Митькин, Плесинський, Підгірський, Покручинський, Привалов, Проносний, Разметний 1 и 2, Решетов, Рябов, Серебрянка, Скулябін, Суляєв, Трьох-Ложинський, Тюрин, Черкесов, Чуреков, Шарашкин, Швецов, Щепетков, Катанкин |
| 9     | Котовський       | Котовська                                  | Гірсько-Попов, Грачев, Давидов, Котлобань, Крепов, Новинський, Ново-Кардаїл, Осипов, Попов, Фомін, Чулинський |
| 10    | Кумилженський    | Кумилженська                               | Алимов, Андрієв, Бурлацький, Глушицький, Головський, Горшков, Дундуков, Закумилженський, Затюремський, Катанкин, Ключевський, Колодезь, Кранцов, Крутинський, Лялин, Мещеряков, Никитін, Обливський, Озеринський, Піддубровський, Подсотний, Потапов, Родионов, Сигаєв, Силин, Троїцький, Фомочкин, Фролов, Чиганаки, Чернов, Чуносов, Шелкашев, Шилин, Щемилов, Ярський |
| 11    | Луковський       | Луковська                                  | Березняги, Верхньо-Долгов, Верхньо-Річенський, Нижньо-Долгов, Нижньо-Річенський, Ольховий, Остряков, Сухов, Федосов |
| 12    | Михайловський    | Михайловська                               | Абросін, Алексиков — Верхній й Нижній, Алферов, Астахов, Батраков, Беспалов, Большинський, Бугров, Верхньо-Форштадт, Вилков, Вифлянцев — 1 и 2, Вдовольський, Верхньо-Бубнов, Верхньо-Моховий, Вишняков, Двойнов —Верхній й Нижній, Дуплятський — Верхній й Нижній, Єрмилов, Зарников, Карагочний, Кардаш, Краснянський–2, Краснянський — Верхній й Нижній, Лисогорка, Медведєв, Миронов, Моргунов, Нижньо-Бубнов, Ново-Николаєвський, Нижньо-Моховий, Орлов, Серков — Верхній й Нижній, Садков, Сомов, Салтинський, Сосновський, Сантирський, Скабелін, Скворцов, Середньо-Форштадт, Станично-Підгірний, Сухов, Сичов, Трухтенський, Уваров, Фирсов – Верхній й Нижній, Хоперський, Цепляєв — Верхній й Нижній, Черкаський, Чуговський, Чумаков |
| 13    | Павловський      | Павловська                                 | Акчерський, Атаманов, Бабин, Велико-Сосновський, Головський, Горелов, Ісакієв, Кагальник, Карпов, Ключанов, Краснов, Лукьянов, Макаров, Мало-Бабін, Ольховий, Поклонов, Романов, Іголинський |
| 14    | Петровський      | Петровська                                 | Акчернський, Безплемянов, Безіменка, Горбунов, Верхньо-Соїн, Кам'янський, Каратаєв, Кривов, Крутин, Нижньо-Соїн, Сурочин, Ржавський |
| 15    | Правоторовський  | Правоторовська                             | Аврамов, Головський, Дубовий, Земляков, Лобачев, Мєлосковський, Родников, Свинов, Семенов, Тушканов |
| 16    | Преображенський  | Преображенська                             | Бочаров, Гришин, Груднєв, Донсько-Якушев, Дубровський, Єрмаков, Житенєв, Зав'язин, Зубрилов, Казарин, Лапин, Страхов, Суворов, Углянський, Ширяєв |
| 17    | Тепікинський     | Тепікинська                                | Акчернський, Булеков, Венчаков, Дряглев, Дьяков, Караїчев, Макаров, Підгацький, Підгоринський, Підсоснинський, Розсошин, Сазонов, Самодуров, Сафонов |
| 18    | Тишанський       | Тишанська                                  | Артанов, Гаєв, Гущин, Єндова, Кам'янський, Краснов, Кудинов, Мазин, Муругов, Пимкін, Попов, Ришкин, Самошинський, Соколов, Сичев, Хорошенький |
| 19    | Урюпинський      | Урюпинська — адміністративний центр округа | Акишин, Бурцев, Гірський, Дронов, Дьяконов, Краснянський, Кухтин, Лукьянов, Нижньо-Кардаїл, Серков, Ольшанка |
| 20    | Усть-Бузулуцький | Усть-Бузулуцька                            | Арепьєв, Куличков, Ларин, Малинов, Ольховий, Перепольський, Підхимський, Речешний, Станов, Сухов, Трьохбуєраченський, Угольський |
| 21    | Філоновський     | Філоновська                                | Альсяпин, Андрієв, Аникеєв, Бакланов, Верхньо-Чесноков, Галушкин, Громковський, Ізмайлов, Калачев, Красний, Кирпичев, Коротков, Косов, Кузькин, Лестюхин, Марчуков, Підчумачевський, Пишкин, Растригин, Розький, Рожнов, Саламатин, Самарцев, Страхов, Титов, Фокино-Донський, Фирсиков, Челишев |
| 22    | Яриженський      | Яриженська                                 | Амочаєв, Белавін, Борисов, Грешнов, Дубовський, Калинов, Клименов, Козлин, Куликов, Перещепнв, Попов, Растокин, Рогачев, Солонешний, Тубочний, Ястребов |

## Освіта
На території округу розташовувалися наступні навчальні заклади:
- реальне училище ( станиця Урюпинська)
- окружне училище ( станиця Урюпинська)
- 4-класне жіноче училище ( станиця Урюпинська)
- два чоловічих двокласних парафіяльних училища станичних
- 24 однокласнихпарафіяльних училища
- 21 однокласнихпарафіяльних училища  хутірських
- 5 жіночих парафіяльних училища 3-го розряду
- 20 сільських початкових училищ

Щодо грамотності Хоперський округ займав п'яте місце в області. У 1900 році грамотних вважалося 51 979 осіб (39 444 чоловіки й 12 535 жінок). Загальний показник грамотності в окрузі становив 28,1 %.